# La Vaupalière
La Vaupalière è un comune francese di 1 003 abitanti situato nel dipartimento della Senna Marittima nella regione della Normandia.

## Società

### Evoluzione demografica
Abitanti censiti